# Oasis en Knebworth
Oasis en Knebworth, fue un concierto realizado por la banda Oasis, la cual se encontraba en lo más alto de su carrera en ese momento, realizado los días 10 y 11 de agosto de 1996 en Knebworth Park.
Es considerado uno de los conciertos más grandes de rock en la historia. Este convocó aproximadamente a 250.000 personas cada día.
El 11 de mayo de 2021, Noel Gallagher anuncia en sus redes sociales el lanzamiento de la grabación de los conciertos en video, para celebrar los 25 años del evento. Su estreno está previsto para el 23 de septiembre de 2021.

## La historia
En 1996 Oasis y otras bandas llegaban al punto máximo de la Cool Britannia y del Britpop y después que su segundo álbum (What's the Story) Morning Glory? vendiera 500.000 copias solo la primera semana y 28 millones en el mundo, la banda decidió realizar el concierto más grande de la historia, Liam y Noel Gallagher tenían todo para hacerlo, y ambos lograron un momento inolvidable en la historia del rock.
Al saberse la noticia, hubo 2,7 millones de personas que pidieron entradas, aproximadamente 1 de cada 20 personas en Inglaterra, pidió una entrada, pudiendo realizar hasta 9 conciertos consecutivos; Solo 500.000 personas lo vieron.
Oasis pudo haber tocado para millones de personas, algo impensado para cualquier banda. Sin embargo, Noel decidió sólo hacer dos conciertos.

## El concierto
Tuvo a bandas teloneras ese día como The Charlatans, Kula Shaker, Manic Street Preachers, The Bootleg Beatles, The Chemical Brothers, Ocean Colour Scene y The Prodigy.
El primer día del concierto Liam Gallagher parodio la canción de en ese entonces su banda rival Blur, Parklife, cantando la frase "All the people, so many people" (refirendose a la cantidad de personas que fueron al concierto) y su hermano, Noel, remata diciendo "Sad Life".
Noel Gallagher antes de comenzar el segundo show del día 11 de agosto, pronunció: "This is history, right here, right now, this is history" (Esto es historia, aquí, ahora, esto es historia") y su hermano Liam dio réplica diciendo "I thought it was Knebworth" ("Pensaba que esto era Knebworth"). Finalmente Noel antes de comenzar con primer tema (Columbia), dijo "Good evening, planet Earth" ("Buenas tardes, planeta Tierra")
También se presentaron para en ese entonces 2 nuevos temas "It's getting better (man!)" y "My big mouth" que luego serían incluidos en su tercer álbum de estudio, Be Here Now

## Características
En concierto se realizaría en los campos de Knebworth al norte de Hertfordshire, Inglaterra, la cual contaría con las pantallas más grandes hasta en ese entonces, con amplificadores que sonaban a más de 100 decibeles.

## Lista de temas
Del 10 y 11 de agosto.
1. The Swamp Song
2. Columbia
3. Acquiesce
4. Supersonic
5. Hello
6. Some Might Say
7. Roll with It
8. Slide Away
9. Morning Glory
10. Round Are Way
11. Up in the Sky
12. Cigarettes & Alcohol
13. Whatever
14. Cast No Shadow
15. Wonderwall
16. The Masterplan
17. Don't Look Back in Anger
18. My Big Mouth
19. It's Gettin' Better (Man!!)
20. Live Forever
  - Bises
21. Champagne Supernova
22. I Am the Walrus

## Acompañamiento
John Squire, de Stone Roses acompañó a la banda en las canciones Champagne Supernova y I am The walrus

## Después
Este concierto fue considerado de tal envergadura que en una entrevista en 1998 consideran que "nada volvería a ser lo mismo". Según palabras de Bonehead: "Era el mejor trabajo del mundo, pero cuando grabamos Standing on the Shoulder of Giants ya no era divertido. Mi hija tenía dos días y yo tenía que irme a un avión. Hicimos dinero. Conseguimos tener grandes coches. Alquilamos la mansión de Christian Dior en Francia. Debería haber sido divertido, pero no lo fue. (...) Nunca volvería a unirme a ellos. ¿Para sólo un concierto? Por supuesto: aún me sé los acordes de Rock ’n‘ Roll Star". En palabras el guitarrista, "Oasis debió haber terminado después de Knebworth".